# Діогу Пінту (футболіст, 1999)
Діогу Пінту (порт. Diogo Pinto, нар. 29 червня 1999, Томар) — португальський футболіст, півзахисник словенського клубу «Олімпія» (Любляна).
Виступав, зокрема, за клуби «Бенфіка Б» та «Каза Піа», а також юнацьку збірну Португалії.

## Клубна кар'єра
Народився 29 червня 1999 року в місті Томар. Вихованець юнацьких команд футбольних клубів «Уніау де Томар», «Спортінг», «Уніан Лейрія», «Бенфіка».
У дорослому футболі дебютував 2019 року виступами за команду «Бенфіка Б», у якій провів один сезон, взявши участь у 4 матчах чемпіонату. 
Своєю грою за цю команду привернув увагу представників тренерського штабу клубу «Асколі», до складу якого приєднався 2020 року. Відіграв за команду з Асколі-Пічено менше одного року своєї ігрової кар'єри.
У 2020 році орендований клубом «Потенца», у складі якого провів наступний рік своєї кар'єри гравця. 
Протягом 2021 року захищав кольори клубу «Вілафранкенсе».
З 2021 року один сезон захищав кольори клубу «Ештрела».  Більшість часу, проведеного у складі «Ештрели», був основним гравцем команди. У складі «Ештрели» був одним з головних бомбардирів команди, маючи середню результативність на рівні 0,45 гола за гру першості.
З 2022 року один сезон захищав кольори клубу «Каза Піа». 
До складу клубу «Олімпія» (Любляна) приєднався 2023 року. Станом на 2 липня 2024 року відіграв за команду з Любляни 17 матчів у національному чемпіонаті.

## Виступи за збірну
У 2019 році дебютував у складі юнацької збірної Португалії (U-20), загалом на юнацькому рівні взяв участь у 1 іграх.

## Титули і досягнення
- Чемпіон Словенії (1):

«Олімпія»: 2024-2025